# Arnulf Prasch

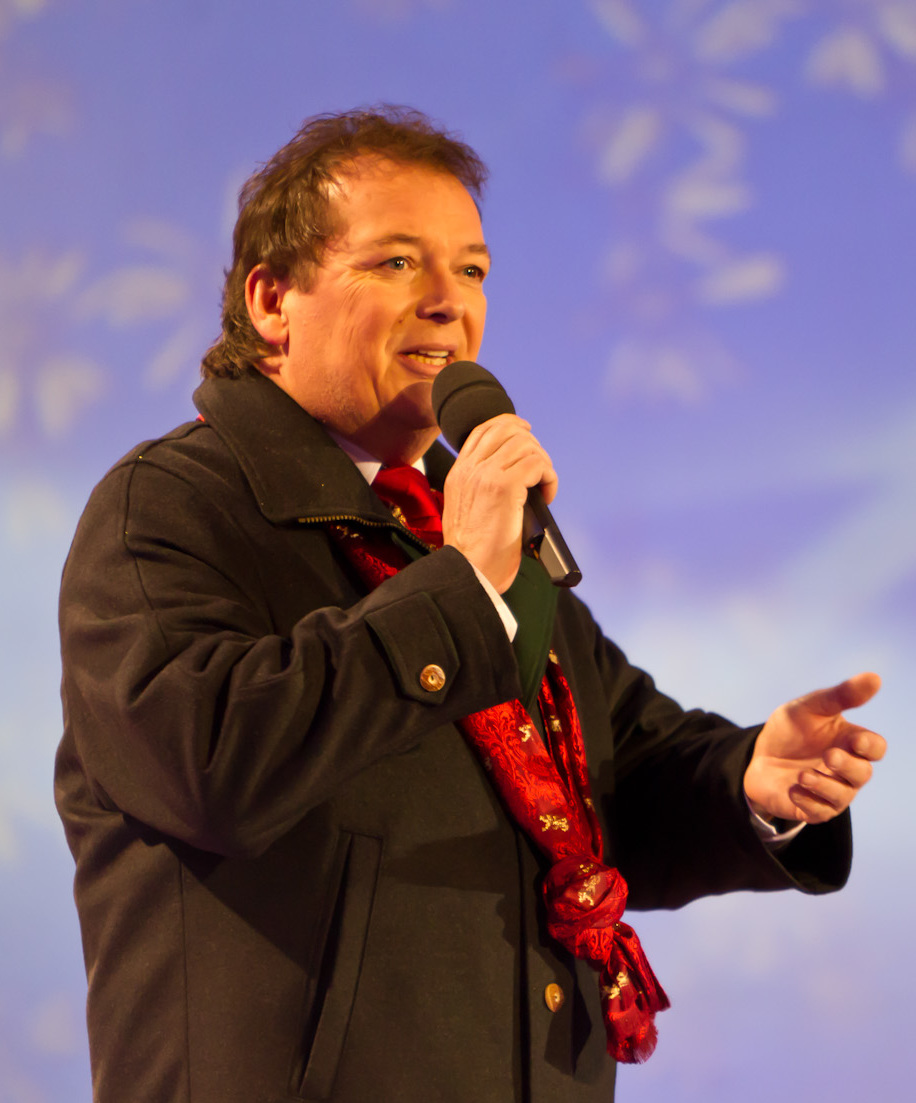
Arnulf Prasch (2011)

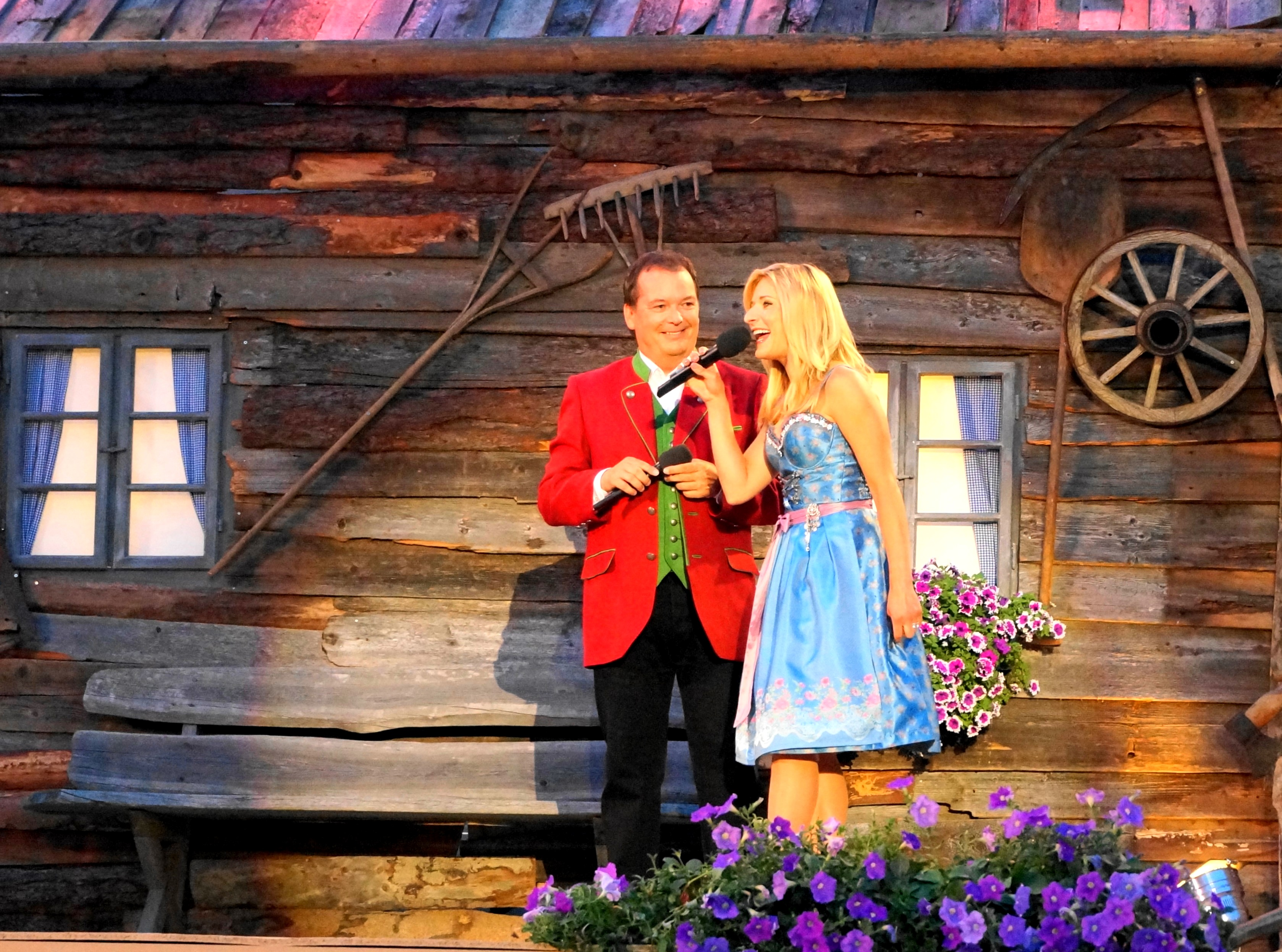
Arnulf Prasch mit Stefanie Hertel (2015)

Arnulf Prasch (* 18. Mai 1965 in Sankt Veit an der Glan) ist ein österreichischer Radio- und Fernsehmoderator. Von 1996 bis 2022 präsentierte er die ORF-Sendung Wenn die Musi spielt.

## Leben
Arnulf Prasch wuchs in Passering in Kappel am Krappfeld auf. Als Kind lernte er Klavier, Blockflöte, Trompete und Akkordeon, mit 18 Jahren gründete er seinen eigenen Chor. Nach der Matura begann er ein Lehramtsstudium für Anglistik und Germanistik.
Seit 1985 ist er beim ORF tätig, wo er als Radiomoderator im ORF-Landesstudio Kärnten in der Abteilung Volksmusik begann und Chorbeiträge für die Nachrichtensendung Kärnten heute gestaltete. Anschließend wechselte er in den Aktuellen Dienst, absolvierte eine Journalistenausbildung und gestaltete Beiträge für Radio- und Fernsehinformationssendungen. Unter anderem war er mehrere Jahre verantwortlicher Redakteur für das ORF-Studio auf der Klagenfurter Messe.
Ab 1996 präsentierte er die ORF-Fernsehunterhaltungssendung Wenn die Musi spielt, ab 2001 auch die Wenn die Musi spielt-Open Airs und ab 2013 gemeinsam mit Stefanie Hertel. Außerdem moderiert er musikalische Gala-Abende in Österreich und Deutschland, 1998 präsentierte er beispielsweise für die ARD die Chorgala 1000 Stimmen für Europa. Mit Jänner 2023 soll ihm Marco Ventre als Moderator von Wenn die Musi spielt nachfolgen.
Ehrenamtlich ist Prasch seit längerer Zeit aktiv bei der Freiwilligen Feuerwehr Völkendorf. Wohnhaft ist er in Villach und ist Vater einer Tochter.

## Auszeichnungen
- 2021: Großes Goldenes Ehrenzeichen des Landes Kärnten[7]
- 2024: Verleihung des Berufstitels Professor[8]